# Prieuré de Bourg-Achard
Le prieuré Saint-Lô et Saint-Eustache est un ancien prieuré de chanoines réguliers, situé à Bourg-Achard.

## Historique
Vers 1136, Nivelon du Bosc amène quatre chanoines dans l'église Saint-Lô de Bourg-Achard. En 1143, Roger du Bosc, son frère, les remplace par des chanoines réguliers de saint Augustin, venus de l'abbaye Saint-Jean-Baptiste de Falaise. Hugues, archevêque de Rouen, prend en 1142 le patronage et la défense du prieuré. De nombreuses donations ont été faites par la famille Quesnoy, qualifiée de bienfaiteurs du prieuré.
Le prieuré possédait plusieurs patronages ainsi que le prieuré Notre-Dame-du-Bosc, dans la forêt du Neubourg.
Le prieuré a donné son nom à une réforme des chanoines réguliers de l'ordre de saint Augustin vers 1680, par le Père Moulin.
En 1770, il est question de supprimer le prieuré. Il le sera finalement en 1766, réuni au séminaire de Saint-Vivien de Rouen.

## Armes du prieuré
D'azur, à un bâton écoté d’or, posé en bande, tenu par une main d'argent, vêtue d'or, mouvante en barre de l'angle senestre du chef

## Liste des prieurs
- Robert de Becquefort vers 1180
- Raoul du Bosc, chanoine et prieur de Bourg-Achard vers 1184
- Henry de Mathan, baron de Saint-Ouen-le-Brisoult, archidiacre et chanoine de Rouen, prieur de Bourg-Achard et de Saint-Fromond, († 11 mai 1645)
- Joachim de Mathan -1626, seigneur du Homme, la Selle, Fours et Villiers. Curé de Jurques, prieur de Saint-Fromond et de Bourg-Achard, chanoine de Reims et de Bayeux, archidiacre de Rouen, doyen d'Ecouis.
- Charles Duval de Coupeauville, aumônier ordinaire du roi, abbé de la Victoire.